# Chasteaux
Chasteaux település Franciaországban, Corrèze megyében. Lakosainak száma 747 fő (2022. január 1.). Chasteaux Brive-la-Gaillarde, Chartrier-Ferrière, Lissac-sur-Couze, Nespouls, Noailles és Saint-Cernin-de-Larche községekkel határos.

## Népesség
A település népességének változása:
| Lakosok száma | 413  | 391  | 455  | 520  | 679  | 748  | 762  | 743  | 751  | 747  |
|               | 1968 | 1982 | 1990 | 2006 | 2013 | 2015 | 2017 | 2019 | 2020 | 2022 |